# Barrage-écluse d'Andrésy
Le barrage-écluse d'Andrésy est un barrage de régulation de la Seine équipé de deux écluses, situé dans la commune d'Andrésy (Yvelines) un peu en aval du confluent de la Seine et de l'Oise. 

## Historique et présentation
Cet ouvrage a été construit entre 1953 et 1958, à environ 700 m en aval du premier barrage datant de 1846, devenu vétuste et dangereux. Il se trouve sur le bras principal de la Seine, dit « bras de Plafosse » entre l'île Nancy et la rive gauche du fleuve. Il délimite le bief de Conflans remontant sur l'Oise jusqu'au barrage de Pontoise et sur la Seine jusqu'à celui de Chatou. Il comprend trois pertuis de 30,5 m de large et est équipé de vannes levantes. Il a été mis en service en 1959 en même temps que l'écluse accolée côté rive gauche, mesurant 160 mètres de long sur 12 de large et apte à recevoir des convois poussés de 4000 t. 
Une seconde écluse, accolée à la première par élargissement du lit du fleuve a été mise en service en 1974. C'est une écluse à grand gabarit, mesurant 185 mètres de long sur 24 de large, permettant le passage de convois poussés de 10000 tonnes (ou le passage simultané de deux convois poussés de 5000 t),.
Depuis 2010, ce barrage est contourné par une passe à poissons, constituée par une rivière artificielle  de 180 m de long sur 10 de large qui traverse l'île Nancy. Elle compte 14 seuils permettant de rattraper la dénivellation maximum du barrage de 2,84 m,.